# Пир Парт (Луизијана)
Пир Парт (енгл. Pierre Part) насељено је место без административног статуса у америчкој савезној држави Луизијана.

## Демографија
По попису из 2010. године број становника је 3.169, што је 70 (-2,2%) становника мање него 2000. године.
| Група             | 2000.         | 2010.         |
| Белци             | 3.197 (98,7%) | 3.106 (98,0%) |
| Афроамериканци    | 3 (0,1%)      | 1 (0,0%)      |
| Азијати           | 0 (0,0%)      | 0 (0,0%)      |
| Хиспаноамериканци | 20 (0,6%)     | 31 (1,0%)     |
| Укупно            | 3.239         | 3.169         |